# Gałęźnica szorstkołuska
Gałęźnica szorstkołuska (Atheris squamigera) – gatunek jadowitego węża z rodziny żmijowatych (Viperidae).

## Występowanie
Występuje w środkowej Afryce, a zasiedlane przez nią tereny rozciągają się od południowej Nigerii po zachodnią Kenię, skrajnie północno-zachodnią Tanzanię, Demokratyczną Republikę Konga i północną Angolę; zamieszkuje też wyspę Bioko (Gwinea Równikowa). Niektórzy autorzy podają, że występuje także dalej na zachód – w Ghanie i Togo; stwierdzenie z Wybrzeża Kości Słoniowej wydaje się błędne.
Zamieszkuje tropikalne lasy, podmokłe zarośla na skraju lasów i zarośnięte krzewami bagna.

## Cechy charakterystyczne
Wąż jadowity o uzębieniu solenoglypha. Jest to najwyższy stopień rozwoju aparatu jadowego u węży. Zęby te znajdują się w przedniej części otworu gębowego żmii, złożone pozostają równolegle do kości szczęki. Zęby są typu kanalikowego. Jest to wąż zwinny, szybki i dość agresywny. Gdy poczuje się zagrożony, błyskawicznie atakuje.

## Wygląd
Dorosłe osobniki osiągają od 45 do 70 cm długości. Samice są zazwyczaj nieco większe od samców. Ciało szczupłe. Ogon dobrze umięśniony i chwytny. Głowa trójkątna, spłaszczona i wyodrębniona od reszty ciała. Barwa dorosłych osobników zmienna od jasnozielonej po brązową, często z bladożółtymi plamkami biegnącymi wzdłuż. Brzuch bladozielony, bladożółty, czasem niebieskawy. Młode mogą być brązowe lub jasnobrązowe. W ciągu 24 godzin zmieniają kolor na żółto-zielony lub ciemnozielony.

## Biotop
Prowadzi nadrzewny tryb życia. Można ją spotkać w gęstych gałęziach, 1–2 metry nad ziemią. Czasem jednak poluje na ziemi.

## Pokarm
Jaszczurki, gryzonie, żaby nadrzewne.

## Rozmnażanie
Gody mają miejsce w okresie od września do listopada. Jak każdy przedstawiciel Atheris jajożyworodna. Samica rodzi 6–9 młodych na przełomie marca i kwietnia. Młode mają długość 13–19 cm.

## Zagrożenie
O jadzie przedstawicieli gatunku Atheris wiadomo stosunkowo niewiele, oprócz tego, że jest hemotoksyczny, zaś ukąszenie powoduje bolesny obrzęk i problemy z krzepliwością krwi. Niegdyś uważano, że jad jest niegroźny dla człowieka, ale odnotowano kilka przypadków poważnych komplikacji hematologicznych.